# Вангенхайм, Густав фон
Инго Клеменс Густав Адольф фон Вангенхайм (нем. Ingo Clemens Gustav Adolf Freiherr von Wangenheim; 1895—1975) — немецкий драматург, актёр и режиссёр, член Коммунистической партии Германии, один из основателей Национального комитета «Свободная Германия». Наиболее известен по роли Томаса Хуттера в фильме «Носферату. Симфония ужаса» Фридриха Вильгельма Мурнау.

## Биография
Густав фон Вангенхайм родился 18 февраля 1895 года в Висбадене, Германская империя, в семье актёров Минны Мегерс и Эдуарда фон Винтерштайна. С 1912 по 1914 год учился в «Школе актёрского мастерства Макса Рейнхардта». С началом Первой мировой войны был призван в армию и служил на Западном фронте. В 1915 году был ранен в глаз и демобилизован. Играл в театрах Берлина, Вены, Дармштадта и Гамбурга.
В 1916 году дебютировал в кино. В 1920 году исполнил главную роль в фильме «Ромео и Джульетта в снегу», а в 1921 сыграл свою самую знаменитую роль, Томаса Хуттера в фильме «Носферату. Симфония ужаса» Фридриха Вильгельма Мурнау. В 1922 году вступил в Коммунистическую партию Германии, где познакомился с будущей женой — Ингой Франке, дочерью работницы швейной фабрики. В 1923 году стал руководителем ансамбля хоровой декламации Компартии, поставил пролетарскую пьесу «Массовая пантонима против войны», которая вскоре была запрещена. В 1929 году вышел один из последних фильмов с участием Вангенхайма — «Женщина на Луне» Фрица Ланга.
В 1931 году Вангенхайм основал коммунистическую «Труппу 1931», с которой он поставил несколько спектаклей по своим пьесам. С приходом к власти национал-социалистов 4 марта 1933 года труппа была распущена, большинство её членов эмигрировали.
Вангенхайм покинул Берлин 17 марта 1933 года, так как был предупреждён о предстоящем аресте. Он отправился в Париж, куда в конце апреля приехала его жена Инга. Вскоре получил из Москвы приглашение на работу. В августе 1933 года стал художественным руководителем «Левой колонны», которую основал вместе с приехавшими из Парижа членами бывшей «Труппы 1931».
В 1934 году приступил к подготовке антифашистского фильма «Борцы», который вышел на экраны в конце 1936 года.
Был членом немецкой секции Союза писателей, в которой царила атмосфера доносительства, критики и самокритики. В 1936 году обвинил актрису Каролу Неер и её мужа Анатоля Беккера в троцкизме. Неер умерла в лагере в 1942 году, Беккер был расстрелян.
В 1940 году Густав фон Вангенхайм получил советское гражданство. С декабря 1941 по июнь 1943 года жил с семьей в эвакуации в Казани, Чистополе и Ташкенте. Вернувшись в Москву, работал на радио и был членом Национального комитета «Свободная Германия».
Летом 1945 года вернулся в Германию. Работал интендантом Немецкого театра в Берлине.
В 1960 году развелся с женой. В 1961 году умер его отец, Эдуард фон Винтерштайн. 5 августа 1975 года Густав фон Вангенхайм ушёл из жизни. Похоронен на Центральном кладбище Фридрихсфельде.

## Личная жизнь
В браке с Ингой фон Вангенхайм с 1931 года до 1960 года. Трое детей — сын Фридель и дочери-близнецы Элеонора и Элизабет.
Долгое время был близким другом Артура Пика.

## Фильмография
| Год  |   | Русское название                                | Оригинальное название                                   | Роль                               |
| ---- | - | ----------------------------------------------- | ------------------------------------------------------- | ---------------------------------- |
| 1914 | ф |                                                 | Passionels Tagebuch                                     |                                    |
| 1916 | ф | Гомункулус                                      | Homunculus, 1. Teil                                     | молодой человек в толпе (возможно) |
| 1916 | ф |                                                 | Der Letzte eines alten Geschlechtes                     |                                    |
| 1916 | ф |                                                 | Das Leid der Liebe                                      |                                    |
| 1916 | ф | Гомункулус, часть 3: Трагедия любви Гомункулуса | Homunculus, 3. Teil - Die Liebestragödie des Homunculus |                                    |
| 1917 | ф | Закоренелая кокетка                             | Die Erzkokette                                          |                                    |
| 1918 | ф |                                                 | Ferdinand Lassalle                                      | Janko von Rakowitza                |
| 1919 | ф |                                                 | Der Tempel der Liebe                                    |                                    |
| 1919 | ф |                                                 | Kitsch                                                  |                                    |
| 1920 | ф | Дочери Колхизела                                | Kohlhiesels Töchter                                     | Пауль Зеппль                       |
| 1920 | ф | Ромео и Джульетта в снегу                       | Romeo und Julia im Schnee                               | Ромео                              |
| 1920 | ф |                                                 | Der Schrecken im Hause Ardon                            |                                    |
| 1921 | ф |                                                 | Das Haus zum Mond                                       | Andreas, sein Sohn                 |
| 1922 | ф | Носферату. Симфония ужаса                       | Nosferatu, eine Symphonie des Grauens                   | Томас Хаттер                       |
| 1923 | ф | Паломничество любви                             | Der Liebe Pilgerfahrt                                   | Dr. Egil Rostrup                   |
| 1923 | ф | Каменный всадник                                | Der steinerne Reiter                                    | Jäger                              |
| 1923 | ф | Тени: Ночная галлюцинация                       | Schatten - Eine nächtliche Halluzination                | любовник жены                      |
| 1929 | ф | Женщина на Луне                                 | Frau im Mond                                            | Ingenieur Hans Windegger           |
| 1931 | ф | Дантон                                          | Danton                                                  | Демулен                            |

| Год  |   | Русское название  | Оригинальное название    | Роль                |
| ---- | - | ----------------- | ------------------------ | ------------------- |
| 1936 | ф | Борцы             | Борцы                    | режиссёр, сценарист |
| 1948 | ф | И снова 48-й      | нем. Und wieder 48       | режиссёр, сценарист |
| 1950 | ф | Поручение Хёглера | нем. Der Auftrag Höglers | режиссёр, сценарист |
| 1954 | ф | Опасный груз      | нем. Gefährliche Fracht  | режиссёр            |
| 1956 | ф | Тайные браки      | нем. Heimliche Ehen      | режиссёр, сценарист |

## Память
- В фильме «Тень вампира», повествующем о съёмках «Носферату. Симфония ужаса», роль Вангенхайма исполняет Эдди Иззард.
- В клипе на песню британской группы Queen и Дэвида Боуи Under Pressure, в котором были использованы кадры из фильма «Носферату», можно заметить Вангенхайма в роли Томаса Хуттера и Макса Шрека в роли Орлока.